# Erzbischöfliche Klerikalseminarstiftung Freising
Die Erzbischöfliche Klerikalseminarstiftung Freising wurde im Jahr 1826 errichtet. Sie ist eine kirchliche Stiftung des öffentlichen Rechts gemäß Artikel 21 ff. des Bayerischen Stiftungsgesetzes. Die Stiftungssatzung in der Fassung vom 5. Oktober 1982 bestimmt ihre Tätigkeit.

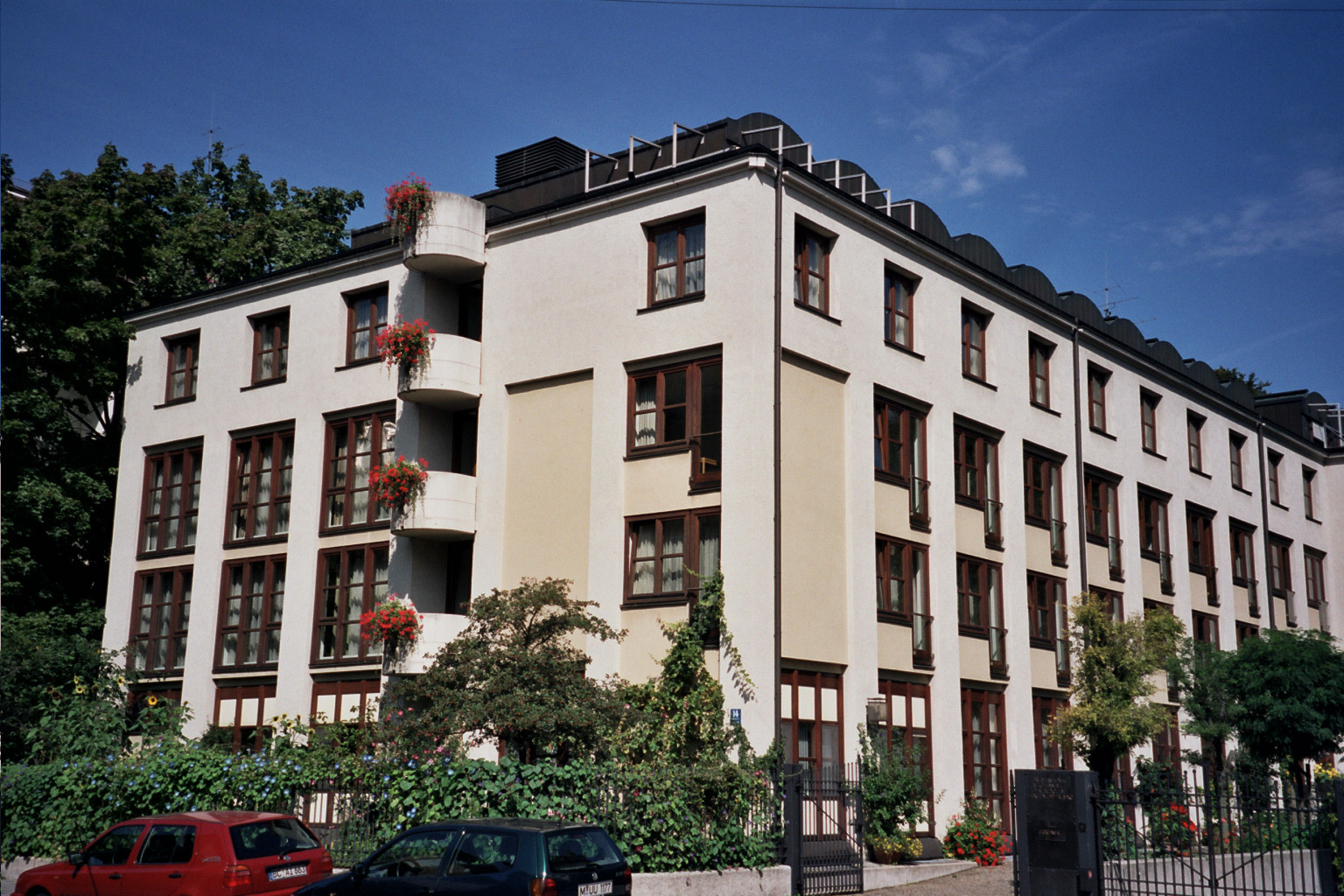
Erzbischöfliches Priesterseminar St. Johannes der Täufer in München, Georgenstraße 14

## Aufgaben
Die Stiftung verfolgt ausschließlich den gemeinnützigen und kirchlichen Zweck des Unterhalts und Betriebs des Priesterseminars der Erzdiözese München und Freising. 

## Organe
Die Organe der Stiftung sind der Regens des Erzbischöflichen Priesterseminars, der die laufenden Geschäfte des Priesterseminars führt, der Erzbischöfliche Finanzdirektor, der das Vermögen der Stiftung verwaltet und die Stiftung gerichtlich und außergerichtlich vertritt, sowie der Vermögensrat.

## Vermögen
Zur Erfüllung ihres Zweckes ist die Stiftung mit Grund und Boden, mit Geld und Gegenständen sowie mit der Gewährleistung durch die Erzdiözese München und Freising ausgestattet. Ferner wird die Stiftung durch Zuschüsse der Erzdiözese München und Freising unterstützt.

## Erzbischöfliches Priesterseminar
Das Erzbischöfliche Priesterseminar St. Johannes der Täufer in München dient der Ausbildung der künftigen Priester der Erzdiözese München und Freising. Hier leben die Priesteramtskandidaten, soweit sie in München studieren, und Seminaristen, die sich im Pastoralkurs auf den Empfang der Diakonen- und Priesterweihe vorbereiten.